# Les Forbans (film)
Pour les articles homonymes, voir Les Forbans (homonymie).
Pour plus de détails, voir Fiche technique et Distribution.
Les Forbans (The Spoilers) est un western américain réalisé par Jesse Hibbs et sorti en 1955.

## Synopsis
Dans une petite ville du Yukon, durant la ruée vers l'or de 1898, Roy Glennister, un prospecteur, est dépossédé de sa mine par Alex McNamara, faux juge et commissaire à l'or, venu statuer sur les droits de propriété de la mine, laquelle est réclamée par un escroc. Aidé par Cherry Malotte, propriétaire d'un saloon et sur laquelle McNamara entend aussi faire valoir ses droits, il va tout faire pour reprendre ce qui lui appartient.

## Fiche technique
- Titre original : The Spoilers
- Titre francophone : Les Forbans
- Réalisation : Jesse Hibbs
- Scénario : Oscar Brodney et Charles Hoffman, d'après le roman de Rex Beach
- Musique : Henry Mancini, Hans J. Salter et Herman Stein
- Photographie : Maury Gertsman
- Montage : Paul Weatherwax
- Direction artistique : Alexander Golitzen et Alfred Sweeney
- Décors : John P. Austin et Russell A. Gausman
- Costumes : Bill Thomas
- Production : Ross Hunter
- Société de production : Universal International Pictures
- Société de distribution : Universal Pictures
- Langue : anglais
- Genre : Western
- Durée : 84 minutes
- Format : Technicolor - 2.00 : 1 - Mono
- Date de sortie :
  - États-Unis : 15 décembre 1955
  - Belgique : 17 février 1956
  - France : 3 octobre 1956

## Distribution
- Anne Baxter : Cherry Malotte
- Jeff Chandler : Roy Glennister
- Rory Calhoun : Alexander McNamara
- Ray Danton : 'Bronco' Blackie
- Barbara Britton : Helen Chester
- John McIntire : Dextry
- Carl Benton Reid : Juge Stillman
- Wallace Ford : Flapjack Simms
- Raymond Walburn : Monsieur Skinner
- Dayton Lummis : Avocat Wheaton
- Willis Bouchey : Jonathan Struve
- Roy Barcroft : Le marshal
- Ruth Donnelly : Duchesse
- Forrest Lewis : Banty Jones
- Byron Foulger : Montrose alias Monty
- Robert Foulk : Charlie, le barman
- Arthur Space : Le directeur de la banque
- Frank Sully (non crédité) : Mineur